# Ducato di Zator
Il Ducato di Zator fu un vecchio ducato della Polonia con capoluogo a Zator, istituito circa nel 1454. Era uno dei molti Ducati della Slesia.
Nel 1454 il Ducato di Zator fu creato a partire da alcuni territori del Ducato di Oświęcim. Nel 1513 fu riunito alla Polonia e dal 1563 fece parte della Corona del Regno di Polonia, nel Voivodato di Cracovia. Dal 1772 al 1918 fu unito al nuovo Regno di Galizia e Lodomeria, parte della monarchia asburgica.